# Fortifications de Capdenac
Les remparts de Capdenac sont une fortification d'agglomération situé Capdenac dans le département français du Lot.

## Historique
Capdenac fut un site fortifié dès l'époque gauloise. Le site a été considéré comme un des lieux possibles pour être Uxellodunum, l’ultime lieu de résistance gauloise aux légions de Jules César. 
Capdenac-le-Haut se présente comme un éperon barré de plan triangulaire protégé sur deux côtés par des falaises dominant le Lot. le troisième côté est la partie faible de la défense. Les Romains établirent des défenses pour protéger ce côté et établirent une porte protégée par deux tours circulaires. Cette porte antique, appelée porte de César a été détruite en 1865. 
Les défenses romaines ont été conservées par les Wisigoths.
Après le départ des Wisigoths, le Haut-Moyen Âge est marqué par la présence de saint Géraud, arrière-petit-fils de Charlemagne, est seigneur de Capdenac. Il a fait édifier une église et un prieuré dans le castrum.
En 1214, les routiers s'étaient emparés de la place forte de Capdenac. À la demande de Philippe Auguste, Simon de Montfort réunit les États du Quercy pour recevoir la reddition des routiers par un acte signé à Figeac, le 23 octobre.
La ville était florissante au Moyen Âge. Un donjon a été construit au XIIIe siècle pour loger une garnison.
Les Anglais tentent de prendre la ville en 1317, mais sans succès. Elle fut prise par les Anglais pendant le règne de Charles VI
Les fortifications sont améliorées au XIVe siècle. Les défenses sur le côté le plus faible sont assurées par deux enceintes séparées par un fossé. Il fallait franchir quatre portes pour accéder à la ville. La première enceinte était protégée par trois portes successives, dont une première placée dans une sorte d'encoche dominée par les remparts, puis la porte de César, suivie de la porte de Gergovie. Ces deux portes constituaient une sorte de barbacane.
Il fallait ensuite franchir un fossé taillé dans le rocher et qu'on franchissait grâce à pont-levis. Une fois se pont-levis franchit, les assaillants arrivaient devant la porte comtale qui donnait accès à la rue de la Peyrolerie, ancienne rue commerciale.
Une fois franchit cette dernière porte, il restait la citadelle qui comprenait deux enceintes indépendantes des remparts de la ville. La dernière défense était le donjon auquel on accédait à l'intérieur par une porte au niveau du deuxième étage.
Sur le côté sud des fortifications se trouvent les portes sud ou porte Vigane ou Narbonnaise avec sa barbacane qui donnait accès à la route Limoges - Narbonne.
Charles VII saisit tous les biens des biens du comte d'Armagnac, Jean IV d'Armagnac, dont Capdenac, en 1445. Ils ont été réunis à la Couronne.
François Ier donne Capdenac au duc d'Alençon, Charles IV d'Alençon. La ville devient ensuite une seigneurie de Galiot de Genouillac, grand maître de l'artillerie et sénéchal de Quercy. Sa fille va propager le calvinisme.
La majorité des habitants de la ville deviennent protestants et Capdenac devient une des 40 place fortes qui leur sont données par l'édit de Nantes.
Sully a acheté Capdenac en 1614 et y a séjourné après sa disgrâce, entre 1610 et 1625. Il a amélioré les fortifications extérieures. En 1622, après le siège de Montauban, il remet Capdenac au roi Louis XIII.
Les fortifications de Capdenac sont classées au titre des monuments historiques le 16 mai 1911.